# Allée des Paons
L'allée des Paons est une voie de circulation des jardins de Versailles, en France.

## Description
L'allée des Paons débute à l'ouest sur l'allée de l'Accroissement et se termine environ 1 200 m à l'est devant le grand Canal de Versailles.